# Simplicia stictogramma
Simplicia stictogramma là một loài bướm đêm trong họ Noctuidae.